# 伊勢峠
伊勢峠（いせとうげ）は、福井県大野市伊勢と同市上秋生にまたがる峠である。

## 概要
福井県道230号の途上、標高767mにある峠である。冬期間は通行止めの区間の一部である。平成の大合併以前は福井県大野市と同県大野郡和泉村を隔てていた。

## 名前の由来
かつて峠近くに伊勢と呼ばれる集落があったためとされる。この伊勢集落の名はかつて伊勢神宮がこの地に鎮座していたことが由来とされる。盛時には46社の社と多くの神田があったが、その隆盛を今に残すものはほとんど残っていない。

## 峠へのアクセス
- 国道157号―福井県道230号大谷秋生大野線―伊勢峠
- 国道158号―福井県道230号大谷秋生大野線―伊勢峠